# Xuân Dục
Xuân Dục là một xã thuộc thị xã Mỹ Hào, tỉnh Hưng Yên, Việt Nam.

## Địa lý
Xã Xuân Dục có vị trí địa lý:
- Phía đông giáp xã Ngọc Lâm
- Phía tây giáp phường Phùng Chí Kiên
- Phía nam giáp các xã Ngọc Lâm và Hưng Long
- Phía bắc giáp phường Bạch Sam.

Xã Xuân Dục có diện tích 4,25 km², dân số năm 2019 là 5.033 người, mật độ dân số đạt 1.185 người/km².

## Hành chính
Xã Xuân Dục được chia thành 3 thôn: Xuân Bản, Xuân Đào, Xuân Nhân.

## Lịch sử
Ngày 13 tháng 3 năm 2019, Ủy ban Thường vụ Quốc hội ban hành Nghị quyết số 656/NQ-UBTVQH14 về việc thành thị xã Mỹ Hào và xã Xuân Dục trực thuộc thị xã Mỹ Hào.